# خوزپ ساستر
خوزپ ساستر (اسپانیایی: José Sastre Perciba‎; ۲۵ ژوئن ۱۹۰۶ – ۲ ژوئن ۱۹۶۲) بازیکن فوتبال اهل اسپانیا بود.
از باشگاه‌هایی که در آن بازی کرده‌است می‌توان به باشگاه فوتبال اسپانیول و باشگاه فوتبال بارسلونا اشاره کرد.
وی همچنین در تیم ملی فوتبال اسپانیا بازی کرده‌است.